# Elecciones municipales de 2024 en la Región del Biobío
Las elecciones municipales de 2024 en la región del Biobío se realizaron los días 26 y 27 de octubre de 2024 para elegir a los responsables de la administración local, es decir, de las comunas. La Región del Biobío se compone de 33 comunas, por lo que se eligen 33 alcaldes y 214 concejales.
Estas elecciones serán las primeras elecciones municipales realizadas bajo el sistema de inscripción automática y voto obligatorio, luego de la promulgación de la Ley 21524 que restableció el voto obligatorio. Estas elecciones se realizarán paralelamente a las elecciones de gobernadores y consejeros regionales de la Región del Biobío, cargos creados por la Ley 21073 de 2018, y que fueron elegidos por primera vez en 2021 y 2013, respectivamente.

## Pactos inscritos
Las candidaturas inscritas y aceptadas ante el Servel por pacto a nivel regional para la elección de alcaldes son los siguientes:
| Pacto                                          | Partido                                        | Candidatos |
| ---------------------------------------------- | ---------------------------------------------- | ---------- |
| B. Izquierda Ecologista Popular                | Partido Igualdad                               | 1          |
| B. Izquierda Ecologista Popular                | Partido Humanista de Chile                     | 0          |
| B. Izquierda Ecologista Popular                | Partido Popular                                | 0          |
| B. Izquierda Ecologista Popular                | Independientes Lista B                         | 1          |
| B. Izquierda Ecologista Popular                | Total Lista B                                  | 2          |
| F. Partido Social Cristiano e Independientes   | Partido Social Cristiano                       | 2          |
| F. Partido Social Cristiano e Independientes   | Independientes Lista F                         | 7          |
| F. Partido Social Cristiano e Independientes   | Total Lista F                                  | 9          |
| H. Contigo Chile Mejor                         | Frente Amplio                                  | 0          |
| H. Contigo Chile Mejor                         | Partido Comunista de Chile                     | 2          |
| H. Contigo Chile Mejor                         | Acción Humanista                               | 0          |
| H. Contigo Chile Mejor                         | Federación Regionalista Verde Social           | 0          |
| H. Contigo Chile Mejor                         | Partido Liberal de Chile                       | 0          |
| H. Contigo Chile Mejor                         | Partido Radical de Chile                       | 2          |
| H. Contigo Chile Mejor                         | Partido Socialista de Chile                    | 7          |
| H. Contigo Chile Mejor                         | Partido por la Democracia                      | 2          |
| H. Contigo Chile Mejor                         | Partido Demócrata Cristiano                    | 6          |
| H. Contigo Chile Mejor                         | Independientes Lista H                         | 9          |
| H. Contigo Chile Mejor                         | Total Lista H                                  | 28         |
| P. Partido de la Gente e Independientes        | Partido de la Gente                            | 8          |
| P. Partido de la Gente e Independientes        | Independientes Lista P                         | 0          |
| P. Partido de la Gente e Independientes        | Total Lista P                                  | 8          |
| R. Centro Democrático                          | Amarillos por Chile                            | 0          |
| R. Centro Democrático                          | Demócratas                                     | 2          |
| R. Centro Democrático                          | Independientes Lista R                         | 5          |
| R. Centro Democrático                          | Total Lista R                                  | 7          |
| Y. Republicanos e Independientes               | Partido Republicano de Chile                   | 6          |
| Y. Republicanos e Independientes               | Independientes Lista Y                         | 3          |
| Y. Republicanos e Independientes               | Total Lista Y                                  | 9          |
| Z. Chile Vamos                                 | Unión Demócrata Independiente                  | 5          |
| Z. Chile Vamos                                 | Evolución Política                             | 2          |
| Z. Chile Vamos                                 | Renovación Nacional                            | 7          |
| Z. Chile Vamos                                 | Independientes Lista Z                         | 9          |
| Z. Chile Vamos                                 | Total Lista Z                                  | 23         |
| Candidaturas Independientes                    | Candidaturas Independientes                    | 68         |
| TOTAL CANDIDATURAS A ALCALDE REGIÓN DEL BIOBÍO | TOTAL CANDIDATURAS A ALCALDE REGIÓN DEL BIOBÍO | 154        |

## Resultados generales

### Alcaldes
|  | 0.49 % |

|  | 0.47 % |

|  | 0.02 % |

|  | 7.93 % |

|  | 3.41 % |

|  | 4.52 % |

|  | 28.68 % |

|  | 0.59 % |

|  | 4.12 % |

|  | 10.19 % |

|  | 5.32 % |

|  | 5.74 % |

|  | 2.72 % |

|  | 2.02 % |

|  | 2.02 % |

|  | 1.70 % |

|  | 0.18 % |

|  | 1.52 % |

|  | 5.38 % |

|  | 2.67 % |

|  | 2.71 % |

|  | 20.98 % |

|  | 9.79 % |

|  | 1.63 % |

|  | 3.61 % |

|  | 5.96 % |

|  | 32.81 % |

En Negrita, comuna capital de provincia. Concepción es capital regional.
| Provincia  | Comuna              | Alcalde saliente           | Partido | Partido | Partido | Alcalde electo            | Partido | Partido | Partido |
| ---------- | ------------------- | -------------------------- | ------- | ------- | ------- | ------------------------- | ------- | ------- | ------- |
| Arauco     | Arauco              | Elizabeth Maricán Rivas    |         |         | Ind     | Mauricio Alarcón Guzmán   |         |         | Ind-UDI |
| Arauco     | Cañete              | Jorge Radonich Barra       |         |         | RN      | Jorge Radonich Barra      |         |         | RN      |
| Arauco     | Contulmo            | Carlos Leal Neira          |         |         | Ind     | Carlos Leal Neira         |         |         | Ind     |
| Arauco     | Curanilahue         | Alejandra Burgos Bizama    |         |         | Ind     | Luis Gengnagel Gutiérrez  |         |         | Ind-UDI |
| Arauco     | Lebu                | Cristián Peña Morales      |         |         | Ind-PDC | Marcela Tiznado Fernández |         |         | Ind-UDI |
| Arauco     | Los Álamos          | Pablo Vegas Verdugo        |         |         | UDI     | Pablo Vegas Verdugo       |         |         | UDI     |
| Arauco     | Tirúa               | José Linco Garrido         |         |         | Ind-PS  | José Linco Garrido        |         |         | Ind-PS  |
| Biobío     | Alto Biobío         | Nivaldo Piñaleo Llaulén    |         |         | PPD     | Félix Vita Manquepi       |         |         | Ind-PPD |
| Biobío     | Antuco              | Miguel Abuter León         |         |         | Ind     | Sandra Bobadilla Cisterna |         |         | Ind     |
| Biobío     | Cabrero             | Mario Gierke Quevedo       |         |         | Ind     | Yusef Sabag Araneda       |         |         | Ind     |
| Biobío     | Laja                | Roberto Quintana Inostroza |         |         | Ind     | Vladimir Fica Toledo      |         |         | RN      |
| Biobío     | Los Ángeles         | Esteban Krause Salazar     |         |         | PR      | José Pérez Arriagada      |         |         | PR      |
| Biobío     | Mulchén             | Jorge Rivas Figueroa       |         |         | Ind     | José Miguel Muñoz Sáez    |         |         | PREP    |
| Biobío     | Nacimiento          | Carlos Toloza Soto         |         |         | UDI     | Carlos Toloza Soto        |         |         | UDI     |
| Biobío     | Negrete             | Alfredo Peña Peña          |         |         | PR      | Alfredo Peña Peña         |         |         | PR      |
| Biobío     | Quilaco             | Pablo Urrutia Maldonado    |         |         | Ind-PDC | Pablo Urrutia Maldonado   |         |         | Ind-PDC |
| Biobío     | Quilleco            | Rodrigo Tapia Avello       |         |         | Ind-PDC | Claudio Solar Jara        |         |         | PDC     |
| Biobío     | San Rosendo         | Rabindranath Acuña Olate   |         |         | Ind-PS  | Rabindranath Acuña Olate  |         |         | Ind-PS  |
| Biobío     | Santa Bárbara       | Daniel Salamanca Pérez     |         |         | Ind-PDC | Cristián Oses Abuter      |         |         | RN      |
| Biobío     | Tucapel             | Jaime Veloso Jara          |         |         | RN      | Jaime Veloso Jara         |         |         | RN      |
| Biobío     | Yumbel              | José Sáez Vinet            |         |         | Ind     | José Sáez Vinet           |         |         | Ind     |
| Concepción | Chiguayante         | Antonio Rivas Villalobos   |         |         | PS      | Jorge Lozano Zapata       |         |         | Ind     |
| Concepción | Concepción          | Álvaro Ortiz Vera          |         |         | PDC     | Héctor Muñoz Uribe        |         |         | PSC     |
| Concepción | Coronel             | Boris Chamorro Rebolledo   |         |         | PS      | Boris Chamorro Rebolledo  |         |         | PS      |
| Concepción | Florida             | Rodrigo Montero Cuevas     |         |         | PS      | Rodrigo Montero Cuevas    |         |         | PS      |
| Concepción | Hualpén             | Miguel Rivera Morales      |         |         | PPD     | Miguel Rivera Morales     |         |         | PPD     |
| Concepción | Hualqui             | Jorge Contanzo Bravo       |         |         | Ind-PR  | Ricardo Fuentes Palma     |         |         | Ind     |
| Concepción | Lota                | Patricio Marchant Ulloa    |         |         | Ind-Dem | Jaime Vásquez Castillo    |         |         | Ind-UDI |
| Concepción | Penco               | Víctor Figueroa Rebolledo  |         |         | PDC     | Rodrigo Vera Riquelme     |         |         | Ind-UDI |
| Concepción | San Pedro de la Paz | Javier Guiñez Castro       |         |         | Ind     | Juan Pablo Spoerer Brito  |         |         | Evópoli |
| Concepción | Santa Juana         | Ana Albornoz Cuevas        |         |         | Ind     | Ángel Castro Medina       |         |         | Ind-PDC |
| Concepción | Talcahuano          | Henry Campos Coa           |         |         | UDI     | Eduardo Saavedra Bustos   |         |         | PS      |
| Concepción | Tomé                | Ivonne Rivas Ortiz         |         |         | PDC     | Ítalo Cáceres Lizana      |         |         | Ind     |

### Concejales
| Partido | Partido | Actual | Electos | +/- |
| ------- | ------- | ------ | ------- | --- |
|         | RN      | 29     | 35      | +6  |
|         | UDI     | 18     | 26      | +8  |
|         | PREP    | 4      | 26      | +22 |
|         | PDC     | 32     | 22      | −10 |
|         | PR      | 29     | 21      | −8  |
|         | PS      | 29     | 16      | −13 |
|         | D       | 9      | 12      | +3  |
|         | FRVS    | 10     | 11      | +1  |
|         | PSC     | 6      | 11      | +5  |
|         | PC      | 10     | 9       | −1  |
|         | FA      | 8      | 9       | +1  |
|         | PPD     | 17     | 8       | −9  |
|         | Evópoli | 2      | 3       | +1  |
|         | AxC     | 1      | 2       | +1  |
|         | PL      | 3      | 1       | −2  |
|         | PDG     | 2      | 1       | −1  |
|         | PI      | 1      | 1       | 0   |
|         | IND     | 1      | 0       | −1  |
|         | PEV     | 4      | 0       | −4  |
|         | PRO     | 2      | 0       | −2  |

## Resultados en detalle por comuna
Las candidaturas oficialmente inscritas y ratificadas son:

### Provincia de Arauco

#### Arauco
Alcalde
| Alcalde actual         | Alcalde actual          | Elizabeth Marican Rivas (Ind) | Elizabeth Marican Rivas (Ind) | Elizabeth Marican Rivas (Ind) | Elizabeth Marican Rivas (Ind) | Elizabeth Marican Rivas (Ind) | Elizabeth Marican Rivas (Ind) | Elizabeth Marican Rivas (Ind) | Elizabeth Marican Rivas (Ind) |
| Candidato/a            | Candidato/a             | Pacto                         | Pacto                         | Partido                       | Partido                       | Partido                       | Votos                         | %                             | Resultado                     |
| ---------------------- | ----------------------- | ----------------------------- | ----------------------------- | ----------------------------- | ----------------------------- | ----------------------------- | ----------------------------- | ----------------------------- | ----------------------------- |
|                        | Gonzalo Gayoso Sáez     |                               | Contigo Chile Mejor           |                               | PS                            | H-50                          | 3.577                         | 12,90%                        |                               |
|                        | Mauricio Alarcón Guzmán |                               | Chile Vamos                   |                               | IND                           | Z-51                          | 14.070                        | 50,72%                        | Electo                        |
|                        | Elizabeth Marican Rivas | Candidatura Independiente     | Candidatura Independiente     |                               | IND                           | 52                            | 9.323                         | 33,61%                        |                               |
|                        | Walter Rodríguez Leal   | Candidatura Independiente     | Candidatura Independiente     |                               | IND                           | 53                            | 769                           | 2,77%                         |                               |
| Total de votos válidos | Total de votos válidos  | Total de votos válidos        | Total de votos válidos        | Total de votos válidos        | Total de votos válidos        | Total de votos válidos        | 27.739                        | 95,17%                        | 95,17%                        |
| Votos nulos            | Votos nulos             | Votos nulos                   | Votos nulos                   | Votos nulos                   | Votos nulos                   | Votos nulos                   | 866                           | 2,97%                         | 2,97%                         |
| Votos en blanco        | Votos en blanco         | Votos en blanco               | Votos en blanco               | Votos en blanco               | Votos en blanco               | Votos en blanco               | 543                           | 1,86%                         | 1,86%                         |

Concejales
| Coalición              | Coalición              | Coalición                            | Candidatos             | Votos  | %      | Concejales electos                                                                 |
| ---------------------- | ---------------------- | ------------------------------------ | ---------------------- | ------ | ------ | ---------------------------------------------------------------------------------- |
|                        |                        | Contigo Chile Mejor (4 listas)       | 21                     | 10.540 | 42,16% | - Nicole Friz Rodríguez (FA) - Esteban Pérez Gómez (PS)                            |
|                        |                        | Partido de la Gente e Independientes | 3                      | 1.170  | 4,68%  |                                                                                    |
|                        | Centro Democrático     | Centro Democrático                   | 4                      | 668    | 2,67%  |                                                                                    |
|                        |                        | Republicanos e Independientes        | 6                      | 3.459  | 13,84% | - Leonardo Gayoso Alarcón                                                          |
|                        |                        | Chile Vamos (2 listas)               | 12                     | 9.154  | 36,63% | - Marta Salazar Martínez (UDI) - Simon Pezo Mora (RN) - Renato Trangolao Roca (RN) |
| Total de votos válidos | Total de votos válidos | Total de votos válidos               | Total de votos válidos | 24.991 | 86,11% | 86,11%                                                                             |
| Votos nulos            | Votos nulos            | Votos nulos                          | Votos nulos            | 2.299  | 7,92%  | 7,92%                                                                              |
| Votos en blanco        | Votos en blanco        | Votos en blanco                      | Votos en blanco        | 1.732  | 5,97%  | 5,97%                                                                              |

#### Cañete
| Alcalde actual         | Alcalde actual            | Jorge Radonich Barra (RN) | Jorge Radonich Barra (RN) | Jorge Radonich Barra (RN) | Jorge Radonich Barra (RN) | Jorge Radonich Barra (RN) | Jorge Radonich Barra (RN) | Jorge Radonich Barra (RN) | Jorge Radonich Barra (RN) |
| Candidato/a            | Candidato/a               | Pacto                     | Pacto                     | Partido                   | Partido                   | Partido                   | Votos                     | %                         | Resultado                 |
| ---------------------- | ------------------------- | ------------------------- | ------------------------- | ------------------------- | ------------------------- | ------------------------- | ------------------------- | ------------------------- | ------------------------- |
|                        | Carlos Carvajal Castro    |                           | Contigo Chile Mejor       |                           | PCCh                      | H-50                      | 2.738                     | 11,22%                    |                           |
|                        | Jorge Radonich Barra      |                           | Chile Vamos               |                           | RN                        | Z-51                      | 13.443                    | 55,10%                    | Reelecto                  |
|                        | Gustavo Jara Bertín       | Candidatura Independiente | Candidatura Independiente |                           | IND                       | 52                        | 6.479                     | 26,55%                    |                           |
|                        | Juan Carlos Andrade Opazo | Candidatura Independiente | Candidatura Independiente |                           | IND                       | 53                        | 1.739                     | 7,13%                     |                           |
| Total de votos válidos | Total de votos válidos    | Total de votos válidos    | Total de votos válidos    | Total de votos válidos    | Total de votos válidos    | Total de votos válidos    | 24.399                    | 93,04%                    | 93,04%                    |
| Votos nulos            | Votos nulos               | Votos nulos               | Votos nulos               | Votos nulos               | Votos nulos               | Votos nulos               | 1.159                     | 4,42%                     | 4,42%                     |
| Votos en blanco        | Votos en blanco           | Votos en blanco           | Votos en blanco           | Votos en blanco           | Votos en blanco           | Votos en blanco           | 666                       | 2,54%                     | 2,54%                     |

Concejales
| Coalición              | Coalición              | Coalición                                 | Candidatos             | Votos  | %      | Concejales electos                                                                       |
| ---------------------- | ---------------------- | ----------------------------------------- | ---------------------- | ------ | ------ | ---------------------------------------------------------------------------------------- |
|                        |                        | Contigo Chile Mejor (3 listas)            | 16                     | 7.832  | 35,00% | - Pamela Salgado Molina (PR) - Magaly Ortiz Varas (PS)                                   |
|                        | Centro Democrático     | Centro Democrático                        | 3                      | 628    | 2,81%  |                                                                                          |
|                        |                        | Republicanos e Independientes             | 6                      | 2.315  | 10,34% | - Alexis Palacios Rodríguez                                                              |
|                        |                        | Chile Vamos (2 listas)                    | 12                     | 10.172 | 45,45% | - José Luis Chávez Rosales (UDI) - Miguel Sáez Millar (RN) - Verónica Sandoval Ruíz (RN) |
|                        |                        | Partido Social Cristiano e Independientes | 5                      | 1.436  | 6,42%  |                                                                                          |
| Total de votos válidos | Total de votos válidos | Total de votos válidos                    | Total de votos válidos | 22.383 | 84,91% | 84,91%                                                                                   |
| Votos nulos            | Votos nulos            | Votos nulos                               | Votos nulos            | 2.362  | 8,96%  | 8,96%                                                                                    |
| Votos en blanco        | Votos en blanco        | Votos en blanco                           | Votos en blanco        | 1.616  | 6,13%  | 6,13%                                                                                    |

#### Contulmo
Alcalde actual: Carlos Leal Neira (Ind)
| Candidato/a            | Candidato/a                 | Pacto                     | Pacto                     | Partido | Partido | Partido | Votos | % | Resultado |
| ---------------------- | --------------------------- | ------------------------- | ------------------------- | ------- | ------- | ------- | ----- | - | --------- |
|                        | Marco Antonio Morales Muñoz |                           | Partido Social Cristiano  |         | IND     | F-50    |       |   |           |
|                        | Eduardo Carrillo Neira      |                           | Republicanos e Indep.     |         | PRep    | Y-51    |       |   |           |
|                        | Carlos Leal Neira           | Candidatura Independiente | Candidatura Independiente |         | IND     | 52      |       |   |           |
| Total de votos válidos |                             |                           |                           |         |         |         |       |   |           |
| Votos nulos            |                             |                           |                           |         |         |         |       |   |           |
| Votos en blanco        |                             |                           |                           |         |         |         |       |   |           |

#### Curanilahue
Alcaldesa actual: Alejandra Burgos Bizama (Ind)
| Candidato/a            | Candidato/a                 | Pacto                     | Pacto                     | Partido | Partido | Partido | Votos | % | Resultado |
| ---------------------- | --------------------------- | ------------------------- | ------------------------- | ------- | ------- | ------- | ----- | - | --------- |
|                        | José Andrés Aguilera Cruces |                           | Republicanos e Indep.     |         | IND     | Y-50    |       |   |           |
|                        | Luis Gengnagel Gutiérrez    |                           | Chile Vamos               |         | IND     | Z-51    |       |   |           |
|                        | Nelson Egaña Osses          | Candidatura Independiente | Candidatura Independiente |         | IND     | 52      |       |   |           |
|                        | Felipe Sierra Alvarado      | Candidatura Independiente | Candidatura Independiente |         | IND     | 53      |       |   |           |
|                        | Alvaro Sanchez Rojas        | Candidatura Independiente | Candidatura Independiente |         | IND     | 54      |       |   |           |
|                        | Alejandra Burgos Bizama     | Candidatura Independiente | Candidatura Independiente |         | IND     | 55      |       |   |           |
| Total de votos válidos |                             |                           |                           |         |         |         |       |   |           |
| Votos nulos            |                             |                           |                           |         |         |         |       |   |           |
| Votos en blanco        |                             |                           |                           |         |         |         |       |   |           |

#### Lebu
Alcalde actual: Cristian Peña Morales (Ind)
ALCALDE
|  | 20.07 % |

|  | 58.18 % |

|  | 21.75 % |

CONCEJALES
| Coalición              | Coalición          | Coalición                      | Candidatos | Votos | % | Concejales electos |
| ---------------------- | ------------------ | ------------------------------ | ---------- | ----- | - | ------------------ |
|                        |                    | Contigo Chile Mejor (3 listas) | 15         |       |   |                    |
|                        | Centro Democrático | Centro Democrático             | 4          |       |   |                    |
|                        |                    | Republicanos e Independientes  | 6          |       |   |                    |
|                        |                    | Chile Vamos (2 listas)         | 12         |       |   |                    |
| Total de votos válidos |                    |                                |            |       |   |                    |
| Votos nulos            |                    |                                |            |       |   |                    |
| Votos en blanco        |                    |                                |            |       |   |                    |

#### Los Álamos
Alcalde actual: Pablo Vegas Verdugo (Ind-ChV)
| Candidato/a            | Candidato/a                   | Pacto                        | Pacto                        | Partido | Partido | Partido | Votos | % | Resultado |
| ---------------------- | ----------------------------- | ---------------------------- | ---------------------------- | ------- | ------- | ------- | ----- | - | --------- |
|                        | Pedro Pablo Valenzuela Castro | Izquierda Ecologista Popular | Izquierda Ecologista Popular |         | IND     | B-50    |       |   |           |
|                        | Lautaro Melita Vinett         |                              | Contigo Chile Mejor          |         | IND     | H-51    |       |   |           |
|                        | Pablo Vegas Verdugo           |                              | Chile Vamos                  |         | IND     | Z-52    |       |   |           |
|                        | Pablo Cea Aguilera            | Candidatura Independiente    | Candidatura Independiente    |         | IND     | 53      |       |   |           |
|                        | Pablo Pavez Aravena           | Candidatura Independiente    | Candidatura Independiente    |         | IND     | 54      |       |   |           |
| Total de votos válidos |                               |                              |                              |         |         |         |       |   |           |
| Votos nulos            |                               |                              |                              |         |         |         |       |   |           |
| Votos en blanco        |                               |                              |                              |         |         |         |       |   |           |

#### Tirúa
Alcalde actual: Jose Linco Garrido (Ind-CChM)
| Candidato/a            | Candidato/a                   | Pacto | Pacto                    | Partido | Partido | Partido | Votos | % | Resultado |
| ---------------------- | ----------------------------- | ----- | ------------------------ | ------- | ------- | ------- | ----- | - | --------- |
|                        | Pedro Marileo Lavín           |       | Partido Social Cristiano |         | IND     | F-50    |       |   |           |
|                        | Jose Linco Garrido            |       | Contigo Chile Mejor      |         | IND     | H-51    |       |   |           |
|                        | Neftalí Nahuelqueo Llanquileo |       | Republicanos e Indep.    |         | PRep    | Y-52    |       |   |           |
| Total de votos válidos |                               |       |                          |         |         |         |       |   |           |
| Votos nulos            |                               |       |                          |         |         |         |       |   |           |
| Votos en blanco        |                               |       |                          |         |         |         |       |   |           |

### Provincia de Biobío

#### Alto Biobío
Alcalde actual: Nivaldo Piñaleo Llaulén (PPD)
| Candidato/a | Candidato/a                  | Pacto                     | Pacto                     | Partido | Partido | Partido |
| ----------- | ---------------------------- | ------------------------- | ------------------------- | ------- | ------- | ------- |
|             | Felix Vita Manquepi          |                           | Contigo Chile Mejor       |         | IND     | H-50    |
|             | Andrés Puelma Huenchucan     | Candidatura Independiente | Candidatura Independiente |         | IND     | 51      |
|             | María Cristina Medina Castro | Candidatura Independiente | Candidatura Independiente |         | IND     | 52      |
|             | Miriam Curriao Espuñan       | Candidatura Independiente | Candidatura Independiente |         | IND     | 53      |

#### Antuco
Alcalde actual: Miguel Abuter León (Ind)
| Candidato/a | Candidato/a                 | Pacto                     | Pacto                     | Partido | Partido | Partido |
| ----------- | --------------------------- | ------------------------- | ------------------------- | ------- | ------- | ------- |
|             | Carla Canales Pacheco       |                           | Contigo Chile Mejor       |         | IND     | H-50    |
|             | Gabriel Gallegos Sepulveda  |                           | Partido de la Gente       |         | PDG     | P-51    |
|             | Sandra Bobadilla Cisterna   | Candidatura Independiente | Candidatura Independiente |         | IND     | 52      |
|             | Miguel Abuter León          | Candidatura Independiente | Candidatura Independiente |         | IND     | 53      |
|             | Cristhian González Sandoval | Candidatura Independiente | Candidatura Independiente |         | IND     | 54      |

#### Cabrero
Alcalde actual: Mario Gierke Quevedo (Ind)
| Candidato/a | Candidato/a           | Pacto                     | Pacto                     | Partido | Partido | Partido |
| ----------- | --------------------- | ------------------------- | ------------------------- | ------- | ------- | ------- |
|             | Daniel Merino Gamonal |                           | Partido de la Gente       |         | PDG     | P-50    |
|             | Yusef Sagab Araneda   | Candidatura Independiente | Candidatura Independiente |         | IND     | 51      |
|             | Pablo Gierke Quevedo  | Candidatura Independiente | Candidatura Independiente |         | IND     | 52      |

#### Laja
Alcalde actual: Roberto Quintana Inostroza (Ind)
| Candidato/a | Candidato/a                 | Pacto                     | Pacto                     | Partido | Partido | Partido |
| ----------- | --------------------------- | ------------------------- | ------------------------- | ------- | ------- | ------- |
|             | María Isabel Araneda Aburto |                           | Contigo Chile Mejor       |         | IND     | H-50    |
|             | René Vidal Llanos           |                           | Republicanos e Indep.     |         | PRep    | Y-51    |
|             | Vladimir Fica Toledo        |                           | Chile Vamos               |         | RN      | Z-52    |
|             | Israel Araneda Arriagada    | Candidatura Independiente | Candidatura Independiente |         | IND     | 53      |
|             | Mayerly Beltrán Montoya     | Candidatura Independiente | Candidatura Independiente |         | IND     | 54      |
|             | Roberto Quintana Inostroza  | Candidatura Independiente | Candidatura Independiente |         | IND     | 55      |

#### Los Ángeles
Alcalde actual: Esteban Krause Salazar (PR)
| Candidato/a | Candidato/a              | Pacto                        | Pacto                        | Partido | Partido | Partido |
| ----------- | ------------------------ | ---------------------------- | ---------------------------- | ------- | ------- | ------- |
|             | Nivia Riquelme Gutierrez | Izquierda Ecologista Popular | Izquierda Ecologista Popular |         | PI      | B-50    |
|             | Patricio Badilla Cofre   |                              | Partido Social Cristiano     |         | IND     | F-51    |
|             | José Pérez Arriagada     |                              | Contigo Chile Mejor          |         | PR      | H-52    |
|             | Carlos Peña Opazo        |                              | Partido de la Gente          |         | PDG     | P-53    |
|             | Iván Norambuena Farías   |                              | Chile Vamos                  |         | UDI     | Z-54    |
|             | Teresa Stark Ortega      | Candidatura Independiente    | Candidatura Independiente    |         | IND     | 55      |

#### Mulchén
Alcalde actual: Jorge Rivas Figueroa (Ind)
| Candidato/a | Candidato/a                     | Pacto                     | Pacto                     | Partido | Partido | Partido |
| ----------- | ------------------------------- | ------------------------- | ------------------------- | ------- | ------- | ------- |
|             | Nataly Neira Montoya            |                           | Contigo Chile Mejor       |         | PDC     | H-50    |
|             | Rodolfo Betancurt Melo          |                           | Partido de la Gente       |         | PDG     | P-51    |
|             | Luz Gonzalez Contreras          | Centro Democrático        | Centro Democrático        |         | Dem     | R-52    |
|             | Jose Miguel Muñoz Saez          |                           | Republicanos e Indep.     |         | PRep    | Y-53    |
|             | Juan Francisco Vilches Riquelme |                           | Chile Vamos               |         | RN      | Z-54    |
|             | Juan Rivera Cea                 | Candidatura Independiente | Candidatura Independiente |         | IND     | 55      |
|             | Jaime Ramirez Bustos            | Candidatura Independiente | Candidatura Independiente |         | IND     | 56      |

#### Nacimiento
Alcalde actual: Carlos Toloza Soto (UDI)
| Candidato/a | Candidato/a        | Pacto | Pacto               | Partido | Partido | Partido |
| ----------- | ------------------ | ----- | ------------------- | ------- | ------- | ------- |
|             | David Salinas Roca |       | Contigo Chile Mejor |         | IND     | H-50    |
|             | Carlos Toloza Soto |       | Chile Vamos         |         | UDI     | Z-51    |

#### Negrete
Alcalde actual: Alfredo Peña Peña (PR)
| Candidato/a | Candidato/a             | Pacto                     | Pacto                     | Partido | Partido | Partido |
| ----------- | ----------------------- | ------------------------- | ------------------------- | ------- | ------- | ------- |
|             | Alfredo Peña Peña       |                           | Contigo Chile Mejor       |         | PR      | H-51    |
|             | Placido Vidal Barnachea | Candidatura Independiente | Candidatura Independiente |         | IND     | 52      |

#### Quilaco
Alcalde actual: Pablo Urrutia Maldonado (Ind-CChM)
| Candidato/a | Candidato/a             | Pacto | Pacto               | Partido | Partido | Partido |
| ----------- | ----------------------- | ----- | ------------------- | ------- | ------- | ------- |
|             | Pablo Urrutia Maldonado |       | Contigo Chile Mejor |         | IND     | H-50    |
|             | Fredy Barrueto Viveros  |       | Chile Vamos         |         | IND     | Z-51    |

#### Quilleco
Alcalde actual: Rodrigo Tapia Avello (Ind-CChM)
| Candidato/a | Candidato/a            | Pacto                     | Pacto                     | Partido | Partido | Partido |
| ----------- | ---------------------- | ------------------------- | ------------------------- | ------- | ------- | ------- |
|             | Patricio Muñoz Poblete |                           | Partido Social Cristiano  |         | IND     | F-50    |
|             | Claudio Solar Jara     |                           | Contigo Chile Mejor       |         | PDC     | H-51    |
|             | Pamela Vial Vega       | Centro Democrático        | Centro Democrático        |         | IND     | R-52    |
|             | Hector Rivera Zenteno  |                           | Chile Vamos               |         | RN      | Z-53    |
|             | Jaime Quilodrán Acuña  | Candidatura Independiente | Candidatura Independiente |         | IND     | 54      |

#### San Rosendo
Alcalde actual: Rabindranath Acuña Olate (Ind)
| Candidato/a | Candidato/a               | Pacto                     | Pacto                     | Partido | Partido | Partido |
| ----------- | ------------------------- | ------------------------- | ------------------------- | ------- | ------- | ------- |
|             | Efrain Oporto Torres      |                           | Chile Vamos               |         | RN      | Z-50    |
|             | Joaquín Sanhueza Villaman | Candidatura Independiente | Candidatura Independiente |         | IND     | 51      |
|             | Rabindranath Acuña Olate  | Candidatura Independiente | Candidatura Independiente |         | IND     | 52      |

#### Santa Barbara
Alcalde actual: Daniel Salamanca Pérez (DC)
| Candidato/a | Candidato/a             | Pacto                     | Pacto                     | Partido | Partido | Partido |
| ----------- | ----------------------- | ------------------------- | ------------------------- | ------- | ------- | ------- |
|             | Pablo Salazar Lillo     |                           | Contigo Chile Mejor       |         | IND     | H-50    |
|             | Máximo Salamanca Barra  | Centro Democrático        | Centro Democrático        |         | Dem     | R-51    |
|             | Claudio Melo Pérez      |                           | Republicanos e Indep.     |         | PRep    | Y-52    |
|             | Cristian Oses Abuter    |                           | Chile Vamos               |         | RN      | Z-53    |
|             | Dario Chamorro Chamorro | Candidatura Independiente | Candidatura Independiente |         | IND     | 54      |
|             | Erasmo Zavala Cerda     | Candidatura Independiente | Candidatura Independiente |         | IND     | 55      |
|             | Claudio Muñoz Seguel    | Candidatura Independiente | Candidatura Independiente |         | IND     | 56      |

#### Tucapel
Alcalde actual: Jaime Veloso Jara (RN)
| Candidato/a | Candidato/a          | Pacto | Pacto               | Partido | Partido | Partido |
| ----------- | -------------------- | ----- | ------------------- | ------- | ------- | ------- |
|             | Jaime Henriquez Vega |       | Contigo Chile Mejor |         | PDC     | H-50    |
|             | Jaime Veloso Jara    |       | Chile Vamos         |         | RN      | Z-51    |

#### Yumbel
Alcalde actual: Jose Sáez Vinet (Ind)
| Candidato/a | Candidato/a               | Pacto                     | Pacto                     | Partido | Partido | Partido |
| ----------- | ------------------------- | ------------------------- | ------------------------- | ------- | ------- | ------- |
|             | Cristian Cerro Garrido    |                           | Contigo Chile Mejor       |         | IND     | H-50    |
|             | Alejandro Velasquez Meza  | Candidatura Independiente | Candidatura Independiente |         | IND     | 51      |
|             | Cristian Sobarzo Sanhueza | Candidatura Independiente | Candidatura Independiente |         | IND     | 52      |
|             | Jose Sáez Vinet           | Candidatura Independiente | Candidatura Independiente |         | IND     | 53      |

### Provincia de Concepción

#### Chiguayante
ALCALDE
|  | 9.37 % |

|  | 24.22 % |

|  | 3.16 % |

|  | 8.79 % |

|  | 9.84 % |

|  | 44.62 % |

|  | 89.35 % |

|  | 7.35 % |

|  | 3.30 % |

CONCEJALES
|  | 8.01 % |

|  | 8.59 % |

|  | 10.05 % |

|  | 6.87 % |

|  | 16.88 % |

|  | 6.40 % |

|  | 4.46 % |

|  | 11.47 % |

|  | 11.69 % |

|  | 10.94 % |

|  | 4.64 % |

|  | 77.63 % |

|  | 14.10 % |

|  | 8.27 % |

NOTA: En negrita, concejal con primera mayoría.

#### Concepción
ALCALDE
|  | 21.96 % |

|  | 20.45 % |

|  | 3.44 % |

|  | 4.56 % |

|  | 19.25 % |

|  | 8.24 % |

|  | 3.10 % |

|  | 19.00 % |

|  | 84.87 % |

|  | 10.08 % |

|  | 5.05 % |

CONCEJALES
|  | 8.33 % |

|  | 15.24 % |

|  | 12.97 % |

|  | 5.27 % |

|  | 3.17 % |

|  | 12.20 % |

|  | 5.26 % |

|  | 18.94 % |

|  | 11.85 % |

|  | 6.76 % |

|  | 74.91 % |

|  | 16.18 % |

|  | 8.91 % |

NOTA: En negrita, concejal con primera mayoría.

#### Coronel
Alcalde actual: Boris Chamorro Rebolledo (PS)
| Candidato/a | Candidato/a                  | Pacto | Pacto                    | Partido | Partido | Partido |
| ----------- | ---------------------------- | ----- | ------------------------ | ------- | ------- | ------- |
|             | Carmen Madinagoitía Chamorro |       | Partido Social Cristiano |         | IND     | F-50    |
|             | Boris Chamorro Rebolledo     |       | Contigo Chile Mejor      |         | PS      | H-51    |
|             | Cristian Avendaño Zarate     |       | Partido de la Gente      |         | PDG     | P-52    |
|             | Renato Navarro Genta         |       | Republicanos e Indep.    |         | PRep    | Y-53    |
|             | Bernardo Ulloa Pereira       |       | Chile Vamos              |         | IND     | Z-54    |

#### Florida
Alcalde actual: Rodrigo Montero Cuevas (PS)
| Candidato/a | Candidato/a                  | Pacto                     | Pacto                     | Partido | Partido | Partido |
| ----------- | ---------------------------- | ------------------------- | ------------------------- | ------- | ------- | ------- |
|             | Rodrigo Montero Cuevas       |                           | Contigo Chile Mejor       |         | PS      | H-50    |
|             | Oscar Rivera Marín           |                           | Partido de la Gente       |         | PDG     | P-51    |
|             | Patricia Saldías Carreño     | Centro Democrático        | Centro Democrático        |         | IND     | R-52    |
|             | Claudio Parra Hidalgo        |                           | Chile Vamos               |         | IND     | Z-53    |
|             | Georgina Lavín Soto          | Candidatura Independiente | Candidatura Independiente |         | IND     | 54      |
|             | Mauricio Gallardo Sanchez    | Candidatura Independiente | Candidatura Independiente |         | IND     | 55      |
|             | Jorge Iraagorri Morales      | Candidatura Independiente | Candidatura Independiente |         | IND     | 56      |
|             | Cristian Peña Pastén         | Candidatura Independiente | Candidatura Independiente |         | IND     | 57      |
|             | José Miguel Pazols Melgarejo | Candidatura Independiente | Candidatura Independiente |         | IND     | 58      |

#### Hualpén
Alcalde actual: Miguel Rivera Morales (PPD)
| Candidato/a | Candidato/a            | Pacto                     | Pacto                     | Partido | Partido | Partido |
| ----------- | ---------------------- | ------------------------- | ------------------------- | ------- | ------- | ------- |
|             | Ninoska Villegas Lamas |                           | Partido Social Cristiano  |         | PSC     | F-50    |
|             | Miguel Rivera Morales  |                           | Contigo Chile Mejor       |         | PPD     | H-51    |
|             | Ismael Olmos Alarcón   | Candidatura Independiente | Candidatura Independiente |         | IND     | 52      |

#### Hualqui
Alcalde actual: Jorge Constanzo Bravo (Ind-CChM)
| Candidato/a | Candidato/a                | Pacto                     | Pacto                     | Partido | Partido | Partido |
| ----------- | -------------------------- | ------------------------- | ------------------------- | ------- | ------- | ------- |
|             | Jorge Constanzo Bravo      |                           | Contigo Chile Mejor       |         | IND     | H-50    |
|             | Pablo Medina Cabezas       | Centro Democrático        | Centro Democrático        |         | IND     | R-51    |
|             | Sigrid Ramírez Arias       |                           | Chile Vamos               |         | IND     | Z-52    |
|             | Bastián Stuardo Peña       | Candidatura Independiente | Candidatura Independiente |         | IND     | 53      |
|             | Ricardo Fuentes Palma      | Candidatura Independiente | Candidatura Independiente |         | IND     | 54      |
|             | Rigoberto Fuentes Sanhueza | Candidatura Independiente | Candidatura Independiente |         | IND     | 55      |
|             | Fabián Maqueira Solar      | Candidatura Independiente | Candidatura Independiente |         | IND     | 56      |
|             | David Muñoz Morales        | Candidatura Independiente | Candidatura Independiente |         | IND     | 57      |

#### Lota
Alcalde actual: Patricio Marchant Ulloa (Ind-CD)
| Candidato/a | Candidato/a             | Pacto                     | Pacto                     | Partido | Partido | Partido |
| ----------- | ----------------------- | ------------------------- | ------------------------- | ------- | ------- | ------- |
|             | Mauricio Torres Ferrada |                           | Contigo Chile Mejor       |         | PS      | H-50    |
|             | Patricio Marchant Ulloa | Centro Democrático        | Centro Democrático        |         | IND     | R-51    |
|             | Jaime Vásquez Castillo  |                           | Chile Vamos               |         | IND     | Z-52    |
|             | Juan Inostroza Veloso   | Candidatura Independiente | Candidatura Independiente |         | IND     | 53      |
|             | Nestor Vigueras Toloza  | Candidatura Independiente | Candidatura Independiente |         | IND     | 54      |
|             | Paulina Veloso Muñoz    | Candidatura Independiente | Candidatura Independiente |         | IND     | 55      |

#### Penco
Alcalde actual: Víctor Figueroa Rebolledo (PDC)
| Candidato/a | Candidato/a           | Pacto                     | Pacto                     | Partido | Partido | Partido |
| ----------- | --------------------- | ------------------------- | ------------------------- | ------- | ------- | ------- |
|             | Freddy Neira Paredes  |                           | Contigo Chile Mejor       |         | PDC     | H-50    |
|             | Rodrigo Vera Riquelme | Candidatura Independiente | Candidatura Independiente |         | IND     | 51      |
|             | Luis Guerrero Soto    | Candidatura Independiente | Candidatura Independiente |         | IND     | 52      |

#### San Pedro de la Paz
Alcalde actual: Javier Guiñez Castro (Ind)
| Candidato/a | Candidato/a              | Pacto                     | Pacto                     | Partido | Partido | Partido |
| ----------- | ------------------------ | ------------------------- | ------------------------- | ------- | ------- | ------- |
|             | Yasmín Jarpa Manriquez   |                           | Partido Social Cristiano  |         | IND     | F-50    |
|             | Audito Retamal Lazo      |                           | Contigo Chile Mejor       |         | PPD     | H-51    |
|             | Gisela Vergara Henriquez |                           | Republicanos e Indep.     |         | PRep    | Y-52    |
|             | Juan Pablo Spoerer Brito |                           | Chile Vamos               |         | EVOP    | Z-53    |
|             | René Betanzo Gomez       | Candidatura Independiente | Candidatura Independiente |         | IND     | 54      |
|             | Cristina Burgos Barría   | Candidatura Independiente | Candidatura Independiente |         | IND     | 55      |
|             | Paula Opazo Novoa        | Candidatura Independiente | Candidatura Independiente |         | IND     | 56      |
|             | Javier Guiñez Castro     | Candidatura Independiente | Candidatura Independiente |         | IND     | 57      |
|             | Marcelo Bersano Reyes    | Candidatura Independiente | Candidatura Independiente |         | IND     | 58      |

#### Santa Juana
Alcalde actual: Ana Albornoz Cuevas (Ind)
| Candidato/a | Candidato/a         | Pacto                     | Pacto                     | Partido | Partido | Partido |
| ----------- | ------------------- | ------------------------- | ------------------------- | ------- | ------- | ------- |
|             | Ángel Castro Medina | Candidatura Independiente | Candidatura Independiente |         | IND     | 50      |
|             | Ana Albornoz Cuevas | Candidatura Independiente | Candidatura Independiente |         | IND     | 51      |

#### Talcahuano
Alcalde actual: Henry Campos Coa (UDI)
| Candidato/a | Candidato/a                 | Pacto                     | Pacto                     | Partido | Partido | Partido |
| ----------- | --------------------------- | ------------------------- | ------------------------- | ------- | ------- | ------- |
|             | Eduardo Saavedra Bustos     |                           | Contigo Chile Mejor       |         | PS      | H-50    |
|             | Henry Campos Coa            |                           | Chile Vamos               |         | UDI     | Z-51    |
|             | José Esteban Alarcón Vargas | Candidatura Independiente | Candidatura Independiente |         | IND     | 52      |

#### Tomé
Alcaldesa actual: Ivonne Rivas Ortiz (PDC)
| Candidato/a | Candidato/a              | Pacto                     | Pacto                     | Partido | Partido | Partido |
| ----------- | ------------------------ | ------------------------- | ------------------------- | ------- | ------- | ------- |
|             | Ivonne Rivas Ortiz       |                           | Contigo Chile Mejor       |         | PDC     | H-50    |
|             | Boris Carikeo Aguilera   |                           | Chile Vamos               |         | EVOP    | Z-51    |
|             | Fernando Muñoz Carrasco  | Candidatura Independiente | Candidatura Independiente |         | IND     | 52      |
|             | Ítalo Cáceres Lizana     | Candidatura Independiente | Candidatura Independiente |         | IND     | 53      |
|             | Jonathan Hidalgo Hidalgo | Candidatura Independiente | Candidatura Independiente |         | IND     | 54      |
|             | Juan Manuel Riffo Ortiz  | Candidatura Independiente | Candidatura Independiente |         | IND     | 55      |